# Maladie de l'encre

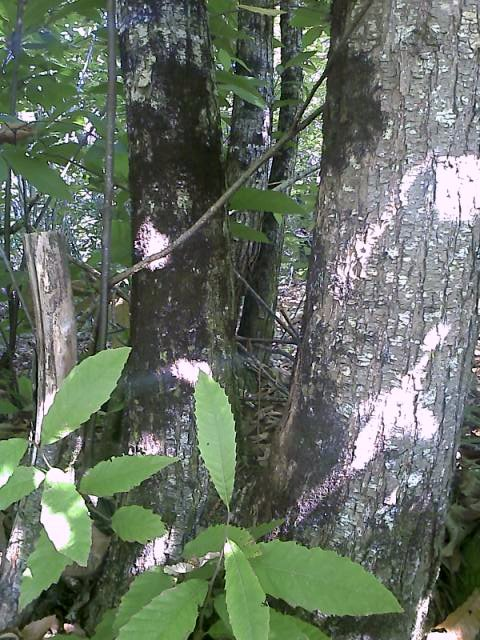
Troncs de châtaigniers atteints par la maladie de l'encre en Gironde.

La maladie de l'encre est une maladie très grave du châtaignier (et du chêne) provoquée par des micro-organismes filamenteux autrefois classés parmi les champignons et maintenant reconnus comme Oomycètes.
La maladie est signalée en France au Pays basque, en 1860 pour le châtaignier et en 1948 pour le chêne. Elle est nommée ainsi à cause des suintements de liquide noirâtre sur la base du tronc. Ces exsudations se font sur des zones d'écorces nécrosées. Le micro-organisme attaque les racines et l'écorce de la base du tronc. Les châtaigniers, très sensibles, dépérissent et meurent à la suite de la destruction des racines. Les chênes, en particulier les chênes pédonculés, rouvres et rouges (voir mort subite du chêne), sont plus résistants et ne meurent généralement pas. Dans une moindre mesure, l'encre peut affecter le hêtre. Une maladie similaire très grave provoquée par un autre agent pathogène se développe actuellement dans toute l'Europe sur les aulnes.

## Micro-organismes responsables
Deux Phytophthora sont responsables de cette maladie, Phytophthora cambivora Petri qui attaque plutôt le collet et Phytophthora cinnamomi Rands. P. qui s'attaque aux racines. Ces Stramenopiles qui vivent dans le sol ont un mode d'infection de type biotrophe, nécrotrophe et hémibiotrophe. Ils possèdent également une bonne capacité saprophytique, c’est-à-dire qu'ils peuvent vivre dans le sol en l'absence des hôtes. Ils se propagent par des zoospores qui se déplacent dans l'eau. De ce fait, les sols engorgés par l'eau sont très propices à cette maladie et le ruissellement d'eau disperse très efficacement l'agent pathogène. L'infection se fait à faible profondeur à la base du tronc par contamination des jeunes racines ou directement à travers l'écorce, via les lenticelles. La propagation de la maladie se fait de deux manières : par la progression du mycélium qui s'étend dans le sol de la châtaigneraie, et par le transport de spores par l'homme (anthropochorie), les animaux (zoochorie) ou l'eau (hydrochorie). Le transport de sol contaminé, sur des bottes, sabots d'animaux ou roues de véhicules permet la dissémination de la maladie sur de grandes distances. La dispersion par plants contaminés est aussi malheureusement très efficace.
D'autres micro-organismes voisins, Phytophthora citricola Sawada et Phytophthora cactorum (Lebert et Cohn) Schröter peuvent être associés. Les symptômes produits sont semblables et peuvent être confondus.
Les Phytophthora sont classés parmi les Oomycètes ; ces micro-organismes autrefois classés parmi les champignons ont maintenant été reclassés dans les Straménopiles. Le terme de champignon continue cependant à être utilisé.

## Symptômes

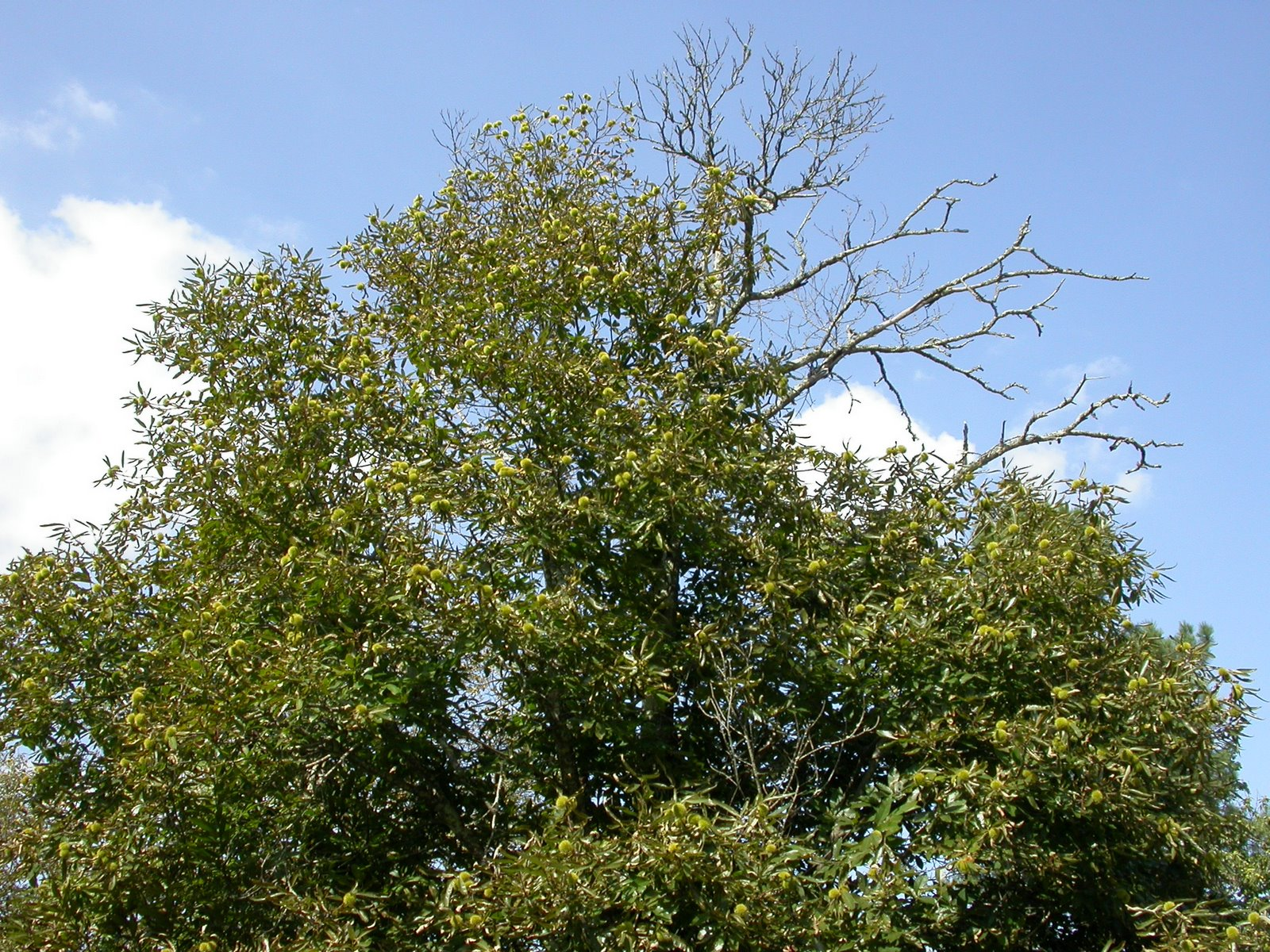
La cime dégarnie d'un châtaignier (« descente de cime »), symptôme typique de la maladie de l'encre.

Le symptôme précurseur est un affaiblissement de l'arbre, et un ralentissement de la croissance, les fruits mûrissant mal. Puis apparaît un flétrissement et un jaunissement des feuilles du sommet et des extrémités, vers le milieu de l'été. Dans un premier stade, les arbres présentent une couronne clairsemée parce que les feuilles sont de tailles réduite et de couleur jaune. Dans les stades plus avancés, les rameaux flétris se dessèchent, puis la dessiccation progresse, entraînant la mort de l'arbre dans un délai de trois à six ans. Les racines atteintes noircissent et cette coloration, due à l'oxydation des tannins, se propage dans le tronc, au droit des racines malades. La nécrose des tissus s'accompagne en effet de l'élaboration de ces substances inhibitrices vis-à-vis des pathogènes (principe de compartimentation). Parfois, l'écorce craquelée ou une lésion à la base du tronc peut laisser s'écouler de la sève noircie par ces tannins et rappelant l'encre, d'où le nom de cette maladie. Sur les chênes pédonculés et rouvres, il n'y a pas de dépérissement, mais un chancre sur la base du tronc[réf. souhaitée].

### Facteur favorisant
Une étude a mis en évidence la relation entre la maladie de l'encre sur des châtaigniers et la présence d'une semelle de labour dans les sols.

## Moyens de lutte
Un traitement au Trichoderma harzianum peut être efficace dans certaines conditions.
- Améliorer le drainage de la châtaigneraie.
- Les traitements du sol et des collets (partie du tronc immédiatement à ras de terre) à l'aide de fongicides systémiques ont été très décevants.
- Abattre les arbres (qui peuvent encore être exploités pour le bois) et arracher les souches et racines du mieux possible est peu efficace car le champignon survit très bien dans le sol en l'absence d'hôte. Les tentatives de désinfection du sol à l'aide de sulfate de fer ou de sulfate de cuivre neige n'ont apparemment pas donné de résultats probants. Il n'existe donc pas, à l'heure actuelle, de traitement curatif efficace.
- La meilleure méthode de lutte est la prévention car il est pratiquement impossible d'éliminer cet agent pathogène d'une parcelle contaminée. Pour cela, il faut éviter le transport de terre de parcelles contaminées à parcelles saines (via boue sur chaussures ou véhicules), le ruissellement d'eau allant de zones contaminées à des zones saines et la plantation de matériel contaminé.
- Choisir des porte-greffes résistants. Les espèces Castanea mollissima et Castanea crenata, d'origine chinoise et japonaise sont résistants à cette maladie. Les châtaigniers japonais ont, par croisement, donné des sujets résistants à la maladie. Les variétés telles que Marigoule ou Marsol, hybrides naturels de C. crenata et C. sativa, sont connues pour leur résistance à l'encre et leur facilité de propagation, elles peuvent donc être utilisées comme porte-greffe dans les zones à risques[5]. La variété Marigoule pose toutefois certains problèmes de compatibilité au niveau du greffage.

### Traitement fongicide au phosphite
Des sels de phosphite (phosphanate) peuvent être utilisés comme fongicide biodégradable pour protéger les plantes contre le dépérissement lié au phytophthora. Le traitement est habituellement appliqué sous forme de phosphite de potassium, un dérivé d'acide phosphorique neutralisé avec de l'hydroxyde de potassium. Des phosphites de calcium et de magnésium peuvent également être utilisés. Les phosphites sont des éliciteurs, ils stimulent les défenses naturelles de la plante et permettent ainsi aux plantes sensibles de survivre dans les sites infestés par phytophthora. Il est important de noter qu'il n'y a pas de traitement qui éliminera le phytophthora cependant une approche intégrée peut réussir à contrôler la propagation et l'impact de la maladie. Une approche intégrée peut combiner le traitement par fumigation de phosphite, le contrôle des accès pour limiter l'importation de nouvelles souches, la correction des problèmes de drainage et l'élimination des plantes hôtes.
Les phosphites ne sont pas toxiques pour les hommes ou les animaux (leur toxicité a été comparée à celle du sel de table). Il y a un très faible risque de pollution associée aux phosphites. Lorsque le phosphite est pulvérisé sur le feuillage des plantes, il est appliqué à un taux très faible, de sorte que tout phosphite qui atteint le sol est lié au sol et ne parvient pas au nappes phréatiques. Le phosphite est un traitement systémique, il doit entrer dans le système de transport de l'eau d'une plante pour qu'il soit efficace. Cela peut être fait en l'injectant dans les arbres ou en pulvérisant le dessous des feuilles des plantes. Les phosphites protège non seulement une plante de l'infection du phytophthora mais peut aussi aider une plante à récupérer si elle est déjà infectée.

## Confusion possible
Une fissure d'où s'écoule un liquide noirâtre n'est pas forcément de l'« encre ». Cela peut être une gélivure, fente dans le tronc provoquée par le gel. Le suintement de liquide noir sur le tronc est en effet une réaction des arbres à la blessure de l'écorce et est non spécifique de l'encre.